# Lijst van nummer 1-dvd's in de Nederlandse Muziek DVD Top 30 in 2005
Dit is een lijst van nummer 1-dvd's in de Nederlandse Muziek DVD Top 30 in 2005.
| Nummer | Datum        | Artiest                                       | Titel                                                        |
| ------ | ------------ | --------------------------------------------- | ------------------------------------------------------------ |
| 50     | 1 januari    | Marco Borsato                                 | Zien - Live In de Kuip 2004                                  |
|        | 8 januari    | Marco Borsato                                 | Zien - Live In de Kuip 2004                                  |
| 51     | 15 januari   | Tiësto                                        | In Concert - Arnhem, GelreDome 2004                          |
|        | 22 januari   | Tiësto                                        | In Concert - Arnhem, GelreDome 2004                          |
|        | 29 januari   | Tiësto                                        | In Concert - Arnhem, GelreDome 2004                          |
|        | 5 februari   | Tiësto                                        | In Concert - Arnhem, GelreDome 2004                          |
|        | 12 februari  | Tiësto                                        | In Concert - Arnhem, GelreDome 2004                          |
| 52     | 19 februari  | Wolter Kroes                                  | Live in Ahoy                                                 |
| 53     | 26 februari  | Tiësto                                        | In Concert - Arnhem, GelreDome 2004                          |
| 54     | 5 maart      | Golden Earring                                | Naked III - Live At The Panama                               |
|        | 13 maart     | Golden Earring                                | Naked III - Live At The Panama                               |
| 55     | 19 maart     | Phil Collins                                  | Finaly... The First Farewell Tour                            |
| 56     | 26 maart     | Golden Earring                                | Naked III - Live At The Panama                               |
|        | 2 april      | Golden Earring                                | Naked III - Live At The Panama                               |
| 57     | 9 april      | Ruth Jacott                                   | Live - Tastbaar                                              |
| 58     | 14 april     | Boudewijn de Groot                            | Eeuwige Jeugd - Jubileumtour                                 |
| 59     | 23 april     | Guus Meeuwis                                  | In Concert                                                   |
|        | 30 april     | Guus Meeuwis                                  | In Concert                                                   |
|        | 7 mei        | Guus Meeuwis                                  | In Concert                                                   |
|        | 14 mei       | Guus Meeuwis                                  | In Concert                                                   |
|        | 21 mei       | Guus Meeuwis                                  | In Concert                                                   |
|        | 28 mei       | Guus Meeuwis                                  | In Concert                                                   |
| 60     | 4 juni       | Queen                                         | Live At Wembly Stadium                                       |
| 61     | 11 juni      | Elvis Presley                                 | Elvis By The Presleys                                        |
| 62     | 18 juni      | K3                                            | De Wereld Rond                                               |
| 63     | 25 juni      | BLØF met het Metropole Orkest                 | Tussen Schemer En Avond                                      |
|        | 2 juli       | BLØF met het Metropole Orkest                 | Tussen Schemer En Avond                                      |
| 64     | 9 juli       | U2                                            | Go Home - Live Frome Slane Castle                            |
| 65     | 16 juli      | Eagles                                        | Farewell 1 Tour - Live From Melbourne                        |
|        | 23 juli      | Eagles                                        | Farewell 1 Tour - Live From Melbourne                        |
| 66     | 30 juli      | U2                                            | Go Home - Live Frome Slane Castle                            |
| 67     | 6 augustus   | Eagles                                        | Farewell 1 Tour - Live From Melbourne                        |
|        | 13 augustus  | Eagles                                        | Farewell 1 Tour - Live From Melbourne                        |
|        | 20 augustus  | Eagles                                        | Farewell 1 Tour - Live From Melbourne                        |
|        | 27 augustus  | Eagles                                        | Farewell 1 Tour - Live From Melbourne                        |
|        | 3 september  | Eagles                                        | Farewell 1 Tour - Live From Melbourne                        |
|        | 10 september | Eagles                                        | Farewell 1 Tour - Live From Melbourne                        |
| 68     | 17 september | Johnny Jordaan met Tante Leen & Willy Alberti | Bij ons in de Jordaan                                        |
|        | 24 september | Johnny Jordaan met Tante Leen & Willy Alberti | Bij ons in de Jordaan                                        |
|        | 1 oktober    | Johnny Jordaan met Tante Leen & Willy Alberti | Bij ons in de Jordaan                                        |
| 69     | 8 oktober    | De Toppers                                    | Toppers In Concert                                           |
|        | 15 oktober   | De Toppers                                    | Toppers In Concert                                           |
| 70     | 22 oktober   | Faithless                                     | Live At Alexandra Palace                                     |
| 71     | 29 oktober   | Frans Bauer                                   | 10 Jaar Hits                                                 |
| 72     | 5 november   | Frans Bauer                                   | Zuid-Afrika - Om van te dromen                               |
|        | 12 november  | Frans Bauer                                   | Zuid-Afrika - Om van te dromen                               |
|        | 19 november  | Frans Bauer                                   | Zuid-Afrika - Om van te dromen                               |
| 73     | 26 november  | U2                                            | 05 Vertigo - Live from Chicago                               |
|        | 3 december   | U2                                            | 05 Vertigo - Live From Chicago                               |
|        | 10 december  | U2                                            | 05 Vertigo - Live From Chicago                               |
|        | 17 december  | U2                                            | 05 Vertigo - Live From Chicago                               |
| 74     | 24 december  | André Rieu                                    | Songs From My Heart - Aus meinem Herzen - Live In Maastricht |
| 75     | 31 december  | U2                                            | 05 Vertigo - Live From Chicago                               |

2002 ·
2003 ·
2004 ·
2005 ·
2006 ·
2007 ·
2008 ·
2009 ·
2010 ·
2011 ·
2012 ·
2013 ·
2013 ·
2015 ·
2016 ·
2017 ·
2018 ·
2019
- Nederland (Top 40)
- Nederland (Single Top 100)
- Nederland (3FM Mega Top 50)
- Nederland (Outlaw 41)
- Nederland (DVD Top 30)
- Vlaanderen (Radio 2 Top 30)
- Vlaanderen (Ultratop 50)
- Vlaanderen (Top 30 van Ultratop)
- Wallonië
- Australië
- Denemarken
- Duitsland
- Frankrijk
- Ierland
- Italië
- Nieuw-Zeeland
- Noorwegen
- Oostenrijk
- Verenigd Koninkrijk
- Verenigde Staten (Hot 100)
- Zweden
- Zwitserland